# Publio Rupilio
Publio Rupilio  fue un político y militar romano, cónsul en 132 a. C. junto con Publio Popilio Lenas.
Durante la incertidumbre política que siguió a la muerte de Tiberio Sempronio Graco, Rupilio y su colega condujeron el Estado haciendo gala de una severidad extrema contra los partidarios del finado tribuno. Ese mismo año fue enviado a Sicilia, donde reprimió la revuelta de los esclavos conocida como primera guerra servil, liderada por Eunoo. Como premio por esta operación, al regresar a Roma obtuvo los honores del triunfo.
Durante 131 a. C. permaneció como procónsul de la isla y, con ayuda de diez comisionados designados por el Senado, realizó varias reformas en el gobierno de la provincia, promulgadas en la ley provincial conocida como lex Rupilia, aunque no se trataba de una ley propiamente dicha.
Rupilio fue procesado y condenado, junto con su antiguo colega Popilio en 123 a. C. por la cruel persecución de los aliados políticos de Tiberio Graco. Su condena, sumada al fracaso de su hermano en las elecciones consulares (a pesar del apoyo de Escipión Emiliano) probablemente causaron su muerte prematura.